# チピラシル
チピラシル（Tipiracil）は、癌の治療に用いられる医薬品である。切除不能な進行・再発の結腸直腸癌の治療に、トリフルリジン・チピラシルの配合剤の形で使用承認されている。チピラシルは、トリフルリジンを代謝する酵素チミジンホスホリラーゼを阻害することで、トリフルリジンの血中濃度を維持する役割を担う。

## 副作用
単剤での副作用は知られていない。

## 相互作用
In vitro での相互作用の研究のみが利用可能である。これらの研究では、チピラシルは、溶質キャリア（SLC）タンパク質であるSLC22A2およびSLC47A1によって輸送されることが判明した。これらの輸送体と相互作用する薬剤は、チピラシルの血中濃度に影響を与える可能性がある。

## 作用機序
チピラシルはチミジンホスホリラーゼ（TPase）阻害剤であり、TPaseを阻害することでトリフルリジンの分解を抑制するため、チピラシルをトリフルリジンと併用した場合、トリフルリジンの全身曝露量が増加する。

## 薬物動態
チピラシルの少なくとも27％は腸から吸収される。癌患者では、3時間後に最高血中濃度に達する。この物質は体内に蓄積される傾向はない。ヒト血漿でのin vitro タンパク結合率は8％以下である。チピラシルは、シトクロムP450（CYP）酵素では代謝されない。僅かに6-ヒドロキシメチルウラシルに加水分解されるが、主な部分は未変化体のまま糞便（50％）および尿（27％）に排泄される。排泄半減期は1日目に2.1時間、12日目に2.4時間とやや増加する。
チピラシルは、トリフルリジンのCmax（最高血中濃度）を22倍、曲線下面積を37倍に増加させる。

## COVID-19
チピラシルはSARS-CoV-2のNsp15を阻害し、酵素の活性部位のウリジン結合ポケットと相互作用することが、結晶学、生化学、全細胞を用いたアッセイにより明らかになっている。SARS-CoV-2の主要なプロテアーゼを標的とした非常に有望なヒット化合物として、計算機による薬物再利用研究で提案されていた。

## 参考資料
1. 1 2  “Taiho's Lonsurf(R) (trifluridine and tipiracil hydrochloride) Tablets Approved In Japan for Treatment of Advanced Metastatic Colorectal Cancer” (2014年3月24日). 2021年9月20日閲覧。
2. ↑  “Repeated oral dosing of TAS-102 confers high trifluridine incorporation into DNA and sustained antitumor activity in mouse models”. Oncology Reports 32 (6):  2319–26. (December 2014). doi:10.3892/or.2014.3487. PMC 4240496. PMID 25230742.
3. 1 2 3 4  Haberfeld, H, ed (2015) (German). Austria-Codex. Vienna: Österreichischer Apothekerverlag
4. ↑   Lonsurf: EPAR – Product Information. European Medicines Agency. (12 May 2016).
5. ↑  Kim, Youngchang; Wower, Jacek; Maltseva, Natalia; Chang, Changsoo; Jedrzejczak, Robert; Wilamowski, Mateusz; Kang, Soowon; Nicolaescu, Vlad et al. (2020). “Tipiracil binds to uridine site and inhibits Nsp15 endoribonuclease NendoU from SARS-CoV-2”. bioRxiv. doi:10.1101/2020.06.26.173872.
6. ↑  Baby K, Maity S, Mehta CH, Suresh A, Nayak UY, Nayak Y (2021). “Targeting SARS-CoV-2 Main Protease: A Computational Drug Repurposing Study.”. Arch Med Res 52 (1):  38–47. doi:10.1016/j.arcmed.2020.09.013. PMC 7498210. PMID 32962867.